# Alton (Texas)
Pour les articles homonymes, voir Alton.
La ville américaine d’Alton est située dans le comté de Hidalgo, dans l’État du Texas. Elle comptait 12 341 habitants lors du recensement de 2010.

## Source
- (en) Cet article est partiellement ou en totalité issu de l’article de Wikipédia en anglais intitulé « Alton, Texas » (voir la liste des auteurs).